# Arno Coenen
Arno Coenen (Deventer, 1972) is een Nederlands beeldend kunstenaar. Hij maakt in zijn werk veel gebruik van digitale media.

## Leven en werkwijze
Arno Coenen studeerde in 1997 af aan Academie Minerva in Groningen. Een jaar later behaalde hij ook een MFA in computergrafiek bij Media-GN, Groningen. Hij woont en werkt in Dordrecht.
Coenen maakt werk in erg uiteenlopende media: van videokunst en 3D-animatie tot glasramen en mozaïek. Deze projecten komen altijd met behulp van de computer tot stand. Zijn werk sluit vaak aan bij hedendaagse subculturen, jongerencultuur en populaire cultuur. Hij toont vooral interesse voor uitgesproken subculturen zoals hooliganisme, heavy metal en vechtkunst.
De kunst van Arno Coenen wordt beschouwd als erg toegankelijk. Het heeft een sociale inslag. Hierom wordt Coenen regelmatig een 'volkskunstenaar' genoemd.
Bij de meeste van zijn projecten werkt Arno Coenen met anderen samen. Van 1994 tot 1999 werkte hij regelmatig met kunstenaar René Bosma. Coenen is ook actief als vj, curator en organisator.
In juni 2022 werd Arno Coenen bij de Amerikaanse researchinstelling voor kunstmatige intelligentie genaamd OpenAI geïntroduceerd door de in Amsterdam woon- en werkzame creative director Rodger Werkhoven. OpenAI had haar beeldgenererende artificiële intelligentie genaamd DALL-E 2 nog in de researchfase. Juli 2022 trad Coenen op voordracht van Werkhoven daadwerkelijk toe aan het selecte gezelschap Nederlandse kunstenaars en creatieve professionals, met toegang tot deze AI. Doel: deze AI middels creatieve experimenten te trainen en te ontdoen van maatschappelijke vooroordelen. Eind juli ging DALL-E 2 in bèta. Coenen maakte zijn eerste met deze AI geproduceerde kunstwerken publiek: drie series, waarvan één portretserie van antropocene kinderen op vuilnisstortplaatsen, één serie van kinderen in de weer met smartphones in bergnevelen en één serie stillevens met daarin vogels, etensresten, bossen bloemen en huishoudelijk afval verwerkt. Ze zijn alle drie antropoceen van aard en kritisch met betrekking tot het afvalprobleem.

## Werken

### Oud-West, thuis best(2007)
In de collectie van het Rijksmuseum Amsterdam bevindt zich een tegeltableau naar een ontwerp van Arno Coenen, uitgevoerd door Norman Trapman in opdracht van Stichting Paradiso. Het tableau van 3 bij 6 meter brengt hulde aan de multiculturele samenleving. Het combineert onder andere Marokkaanse tegels en sterren, de Andreaskruisen uit het wapen van Amsterdam, een portret van Willem van Oranje naar Adriaen Thomasz. Key, en twee kickboksers.

### Hoorn des Overvloeds(2014)
In 2014 ontstond internationale media-aandacht voor Arno Coenens werk Hoorn des Overvloeds (of Horn of Plenty), een digitale afbeelding van 11.000 m² (twee voetbalvelden) op de binnengevel van de nieuwe Markthal te Rotterdam. Voor deze opdracht werd Arno Coenen geselecteerd uit 9 internationale kandidaten. Zijn kunstwerk bestaat uit 4.000 panelen en toont sterk uitvergrote vruchten, groenten, granen, vissen, bloemen en insecten. Voor het renderen van het enorme bestand werd de hulp ingeroepen van Pixar Studios. Volgens de atheïstische Coenen is het kunstwerk een verwijzing naar de 'bron van het leven in de kosmos', 'een verering van de natuur, een ode aan het heelal'.
Sommige publicaties noemen het 'het grootste kunstwerk ter wereld' (een bewering die waarschijnlijk niet klopt) of 'de Sixtijnse Kapel van Rotterdam'. Arno Coenen heeft het werk gerealiseerd in samenwerking met Iris Roskam, Marinus de Ruiter, Michiel van Iperen, Frank aan de Stegge, Dustin Kershaw en Frank Hanswijk.

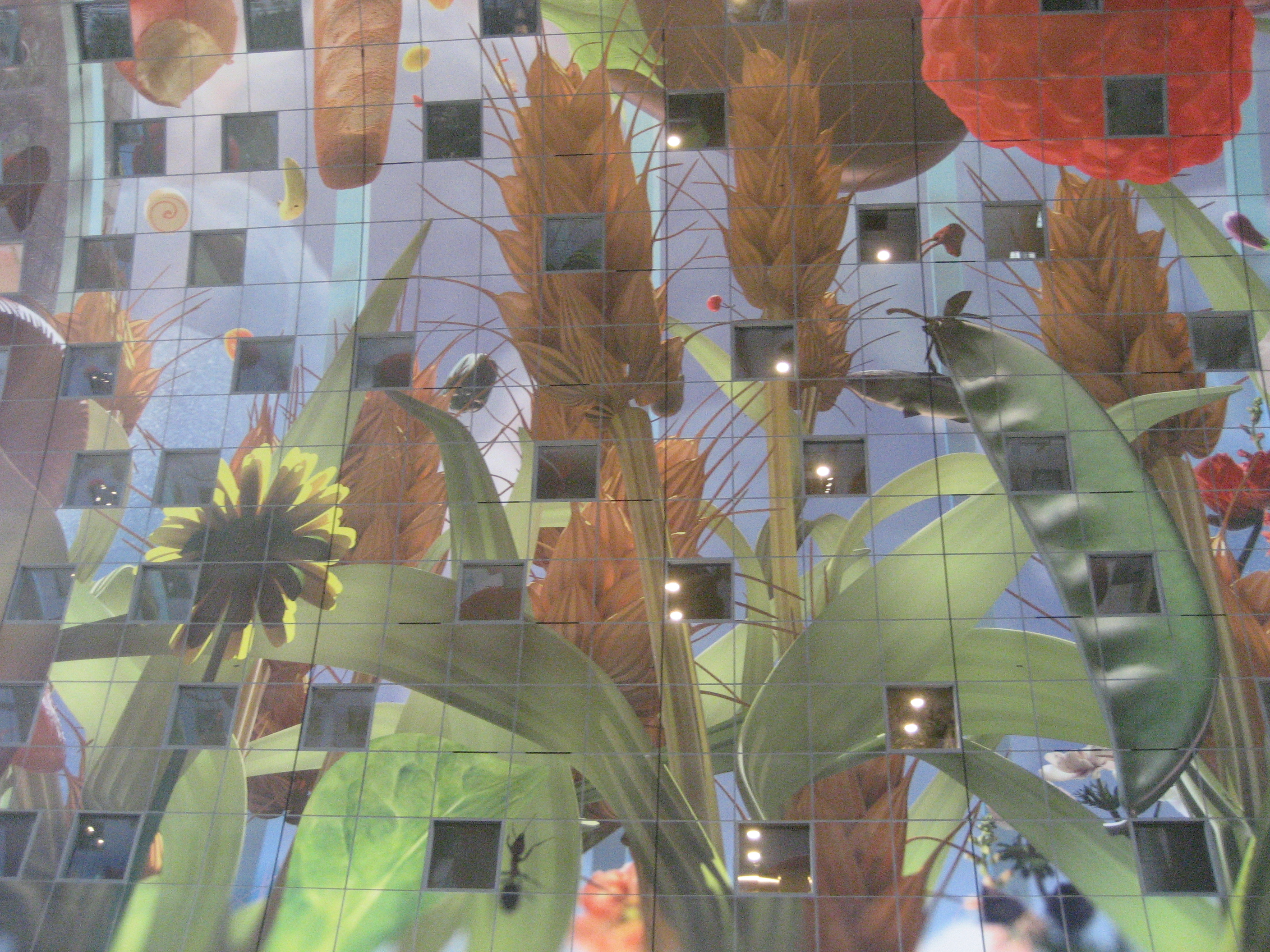
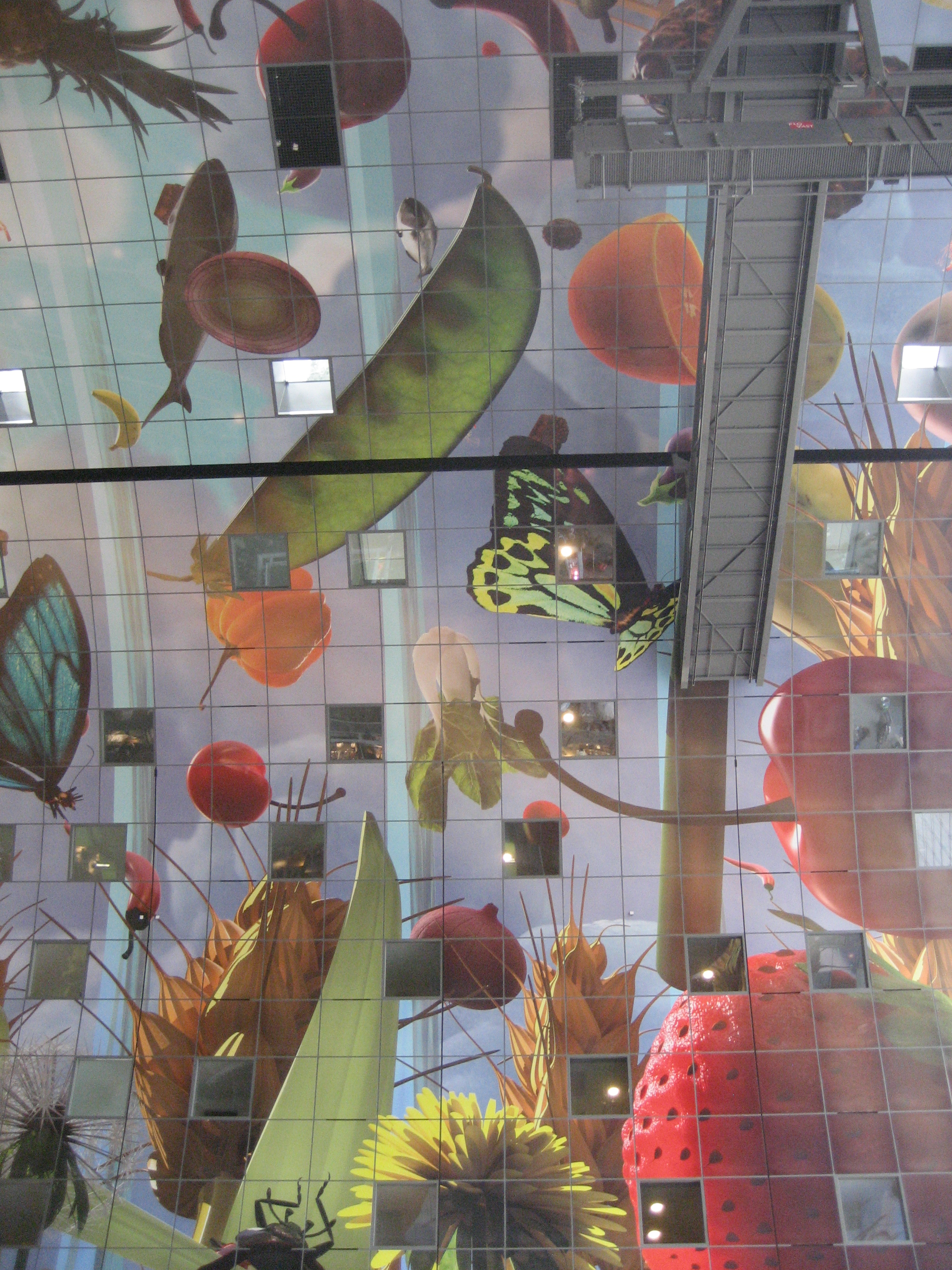
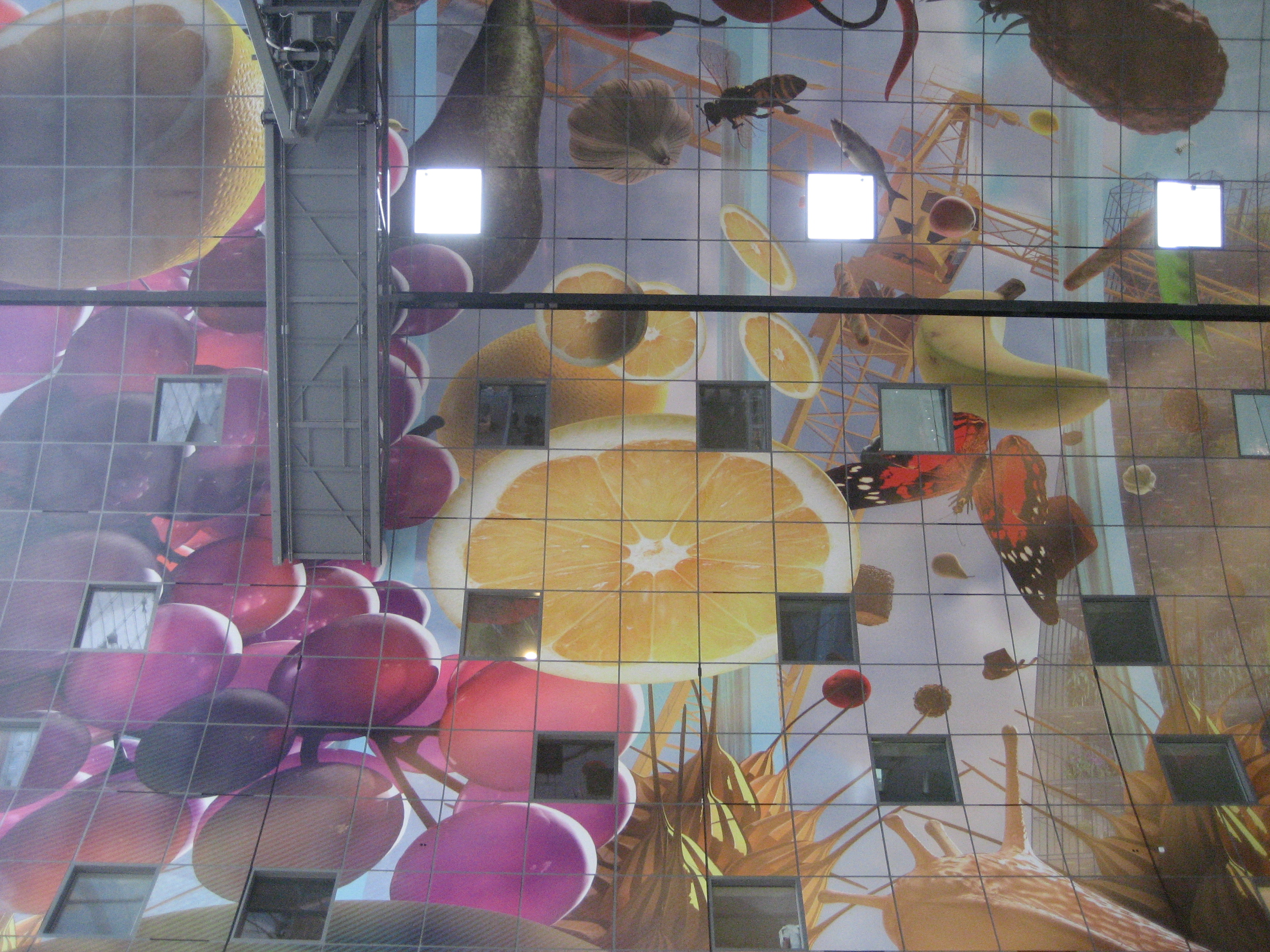
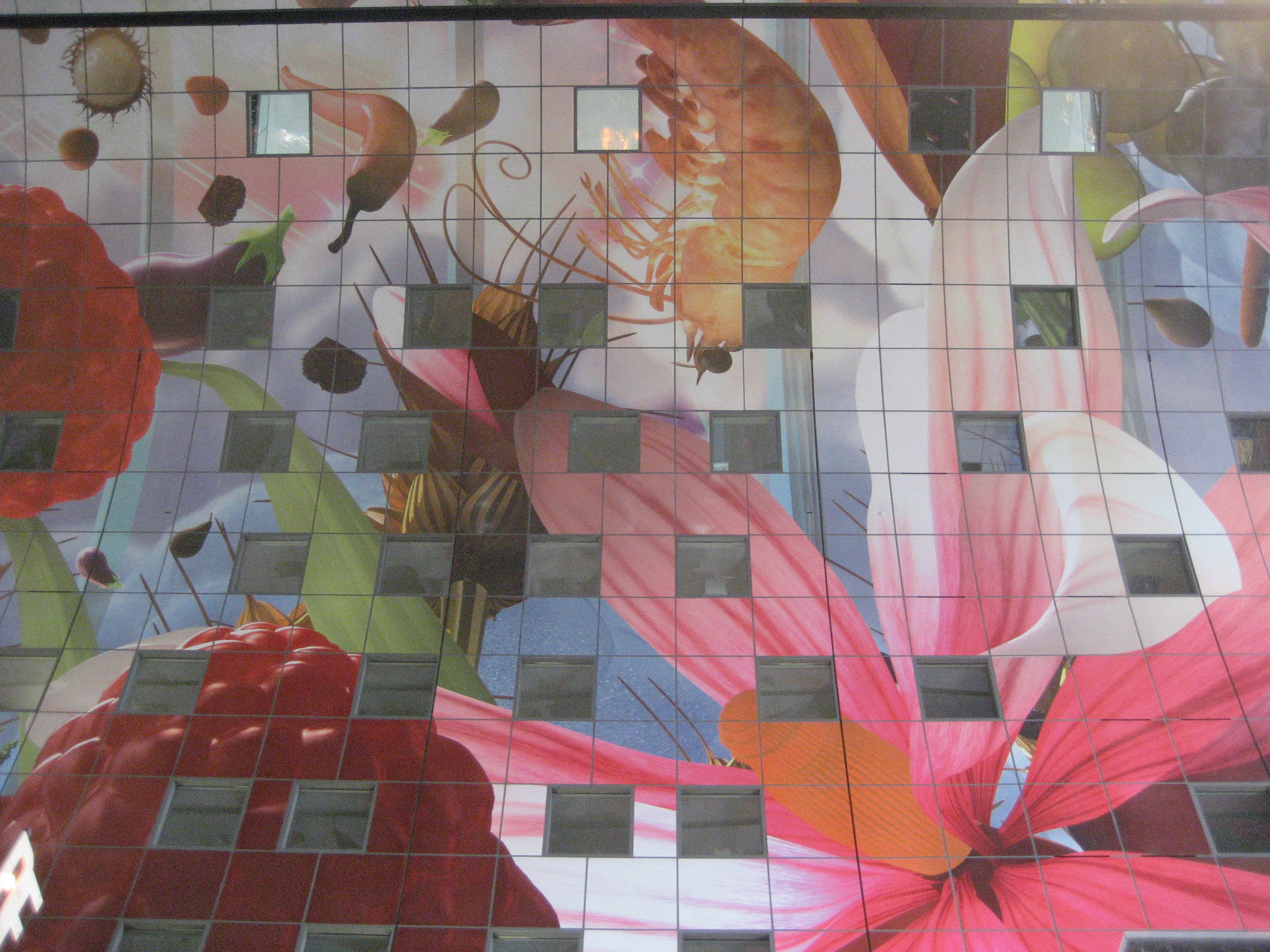

### Andere (selectie)

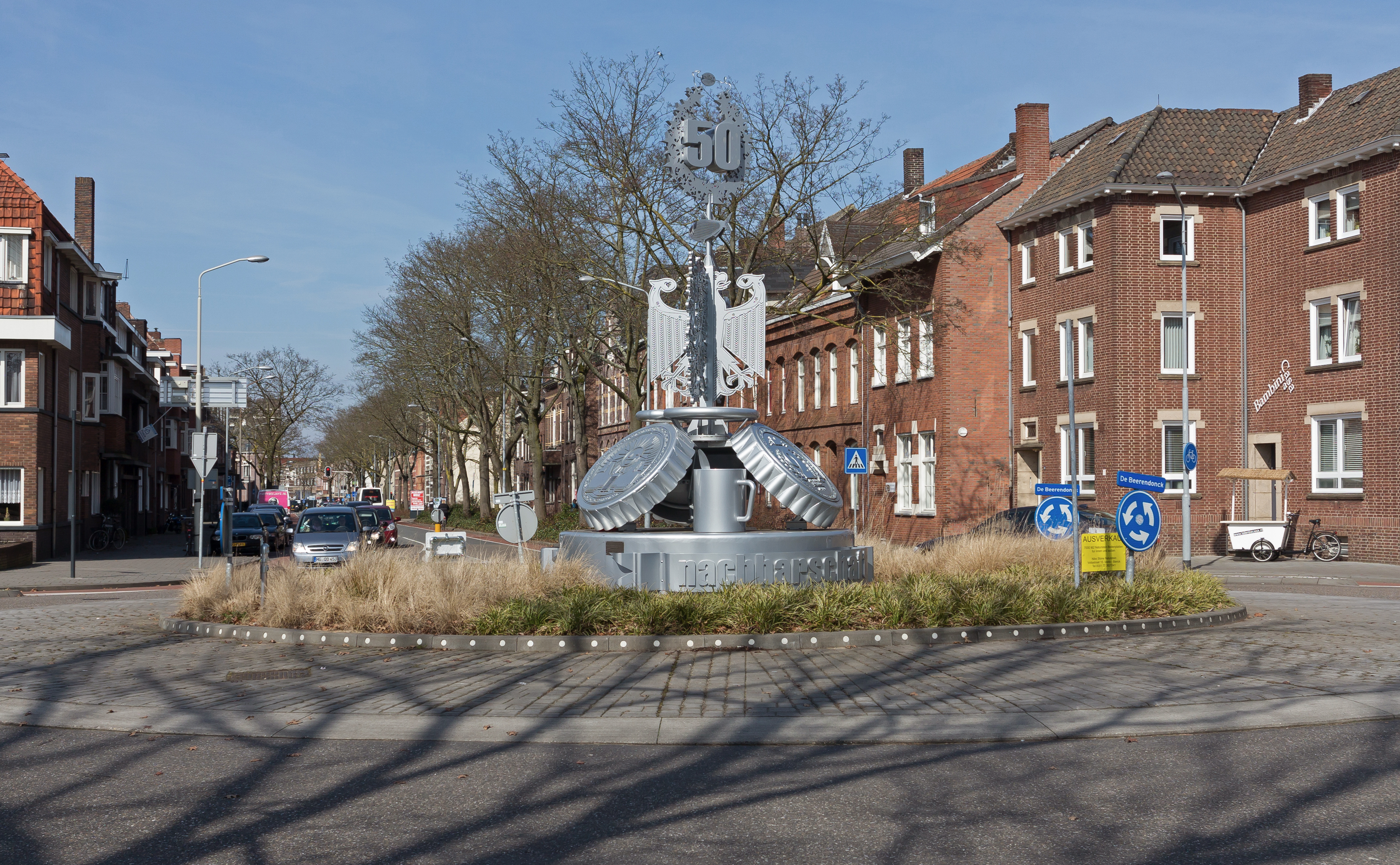
Die 2 Brüder von Venlo (2013), Venlo

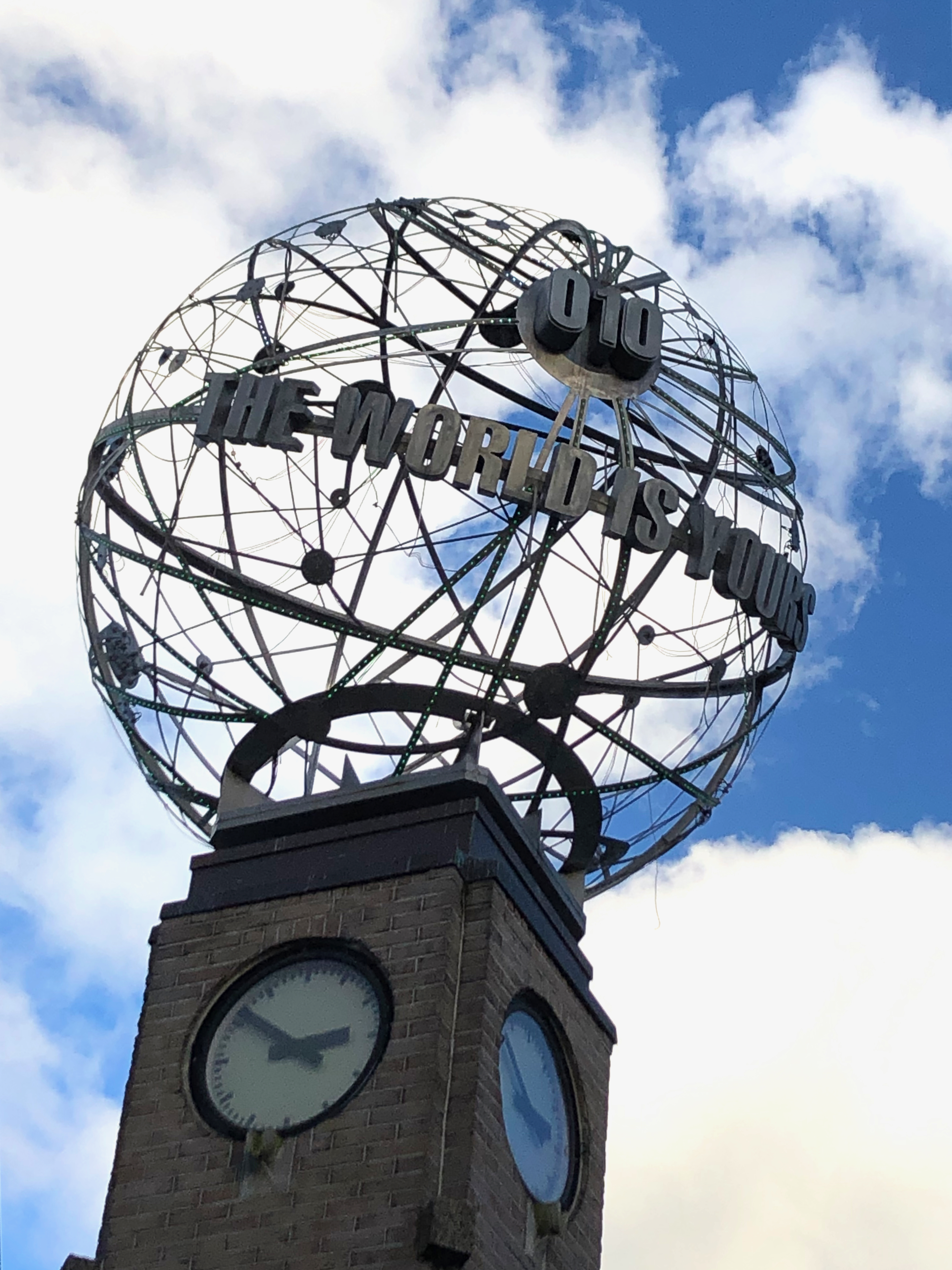
The World is Yours (2015), in samenwerking met Iris Roskam, Tiendplein te Rotterdam

- Deus Ex Machina (1996), video, met René Bosma
- The Last Roadtrip (2000), video
- Time to Bone Remixx (2002), video
- Baghdad Disco (2005), video, met Transformer di Roboter
- Virtual Fairytale 2.0 (2007), straatmozaïek aan de Trumanlaan in Utrecht met figuren uit videogames[10]
- VOC/VIP: Holland Experience! (2007), video, met Peter Leeuwerink
- Eurotrash Brewery (2008), een eigen biermerk
- Monument René Kempenaar (2009-2011), Weerwaterplein, Almere[11]
- Brothers of Metal (2010), video
- Metal Heart (2010-2012), een serie kunstevenementen over heavy metal, in samenwerking met o.a. Marinus de Ruiter[12]
- Wapen van Holendrecht, een straattegelkunstwerk voor het Holendrechtplein in Amsterdam-Zuidoost
- Die 2 Brüder von Venlo (2013), een in eerste instantie controversiële sculptuur[13] op de rotonde Deken van Oppensingel-Goltziusstraat in Venlo, een geschenk van supermarkt Die 2 Brüder
- Geachte cliënten, ’t wordt lente (2014), glas-in-loodraam voor de Belastingdienst in Hoofddorp. De titel van het werk verwijst naar een liedtekst door Annie M.G. Schmidt, met een pleidooi voor een vriendelijker ambtenarentaal.[14]
- The World is Yours (2015), lichtkunstwerk op Tiendplein in het Oude Westen, Rotterdam, in samenwerking met Iris Roskam[15]
- Amsterdam Oersoep (2016) in de Beurspassage, Amsterdam

## Trivia
Arno Coenen is een broer van mixed martial arts-vechtster Marloes Coenen.
Arno Coenen is de zoon van (cartoon)tekenaar Huub Coenen.